# The Crystal Ship
The Crystal Ship è una canzone del gruppo rock The Doors che compare nel loro album omonimo del 1967. La canzone compare come B-side del singolo Light My Fire. La canzone narra la fine di un amore, ispirata dalla storia che il cantante Jim Morrison ebbe con Mary Werbelow. In origine questa avrebbe dovuto essere la prima canzone lunga del gruppo, in particolare grazie alle improvvisazioni di Ray Manzarek e di Robby Krieger, ma fu cambiata per When the Music's Over.
Il coautore John Densmore ha dichiarato: "Jim scrisse The Crystal Ship per Mary Werbelow nel 1964, una ragazza con cui si stava per lasciare, la canzone si trovava nel suo famoso quaderno di poesie che aveva quando ci formammo. (sic),. . . . Era una canzone d'addio per un amore che stava per finire."
I Duran Duran hanno fatto una cover della canzone, inserita nel loro album di cover Thank You (1995). Fu anche eseguita dal pianista George Winston per il suo album Night Divides the Day - The Music of the Doors.
La Heavy metal band Nevermore ha pubblicato una cover della canzone, presente come bonus track del loro settimo album in studio The Obsidian Conspiracy del 2010